# Засеље (Травник)
Засеље је насељено место у Босни и Херцеговини у општини Травник. Административно припада Федерацији Босне и Херцеговине, односно њеном Средњобосанском кантону. Према попису становништва из 2013. у насељу није било становника, а већинску популацију пре рата чинили су Срби.

## Становништво
По последњем службеном попису становништва из 2013. године у овом насељу није било становника, а село је пре рата било етнички хомогено са већинском српском популацијом.
| Националност | 2013. | 1991.       | 1981.       | 1971.       |
| Хрвати       | 0     | 0           | 24 (26,97%) | 14 (13,46%) |
| Срби         | 0     | 60 (100,0%) | 65 (73,03%) | 90 (86,54%) |
| Укупно       | 0     | 60          | 89          | 104         |